# Френологија
Френологија је псеудонаука која проучава облик лобање и на основу њега указује на менталне способности и карактерне особине. Франц Јозеф Гал први је успоставио принцип по којем свака од урођених менталних карактеристика почива у одређеној области мозга, чија величина одражава важност или израженост коју та особина има за дату особу и која се очитава на површини лобање. Неки френолози су поделили површину лобање на зоне које су назвали по карактеристикама као што су борбеност, опрез и моћ запажања. Иако је била популарна све до пред крај XIX века, френологија је у потпуности одбачена.